# I. razred nogometnog Prvenstva Zagreba 1954./55.
I. razred Prvenstva Zagreba je bila liga 5. stupnja nogometnog prvenstva Jugoslavije za sezonu 1954./55. 

Sudjelovalo je 12 klubova, a prvak je bilo "Trnje" iz Zagreba.

## Ljestvica
| mj. | klub             | ut. | pob. | ner. | por. | gol+ | gol- | bod |
| --- | ---------------- | --- | ---- | ---- | ---- | ---- | ---- | --- |
| 1.  | Trnje Zagreb     | 22  | 14   | 5    | 3    | 65   | 28   | 33  |
| 2.  | Savica Zagreb    | 22  | 16   | 1    | 5    | 58   | 33   | 33  |
| 3.  | Hajduk Zagreb    | 22  | 14   | 4    | 4    | 54   | 31   | 32  |
| 4.  | Vrapče Zagreb    | 22  | 11   | 7    | 4    | 44   | 34   | 29  |
| 5.  | Kustošija Zagreb | 22  | 11   | 4    | 7    | 43   | 28   | 26  |
| 6.  | Slavija Zagreb   | 22  | 12   | 2    | 8    | 40   | 26   | 26  |
| 7.  | ŽKM Zagreb       | 22  | 9    | 0    | 13   | 33   | 48   | 18  |
| 8.  | Kožarac Zagreb   | 22  | 6    | 5    | 11   | 41   | 46   | 17  |
| 9.  | OTJ Zagreb       | 22  | 5    | 7    | 10   | 30   | 48   | 17  |
| 10. | Komunalac Zagreb | 22  | 6    | 4    | 12   | 44   | 48   | 16  |
| 11. | Maksimir Zagreb  | 22  | 3    | 3    | 16   | 13   | 57   | 9   |
| 12. | Ponikve Zagreb   | 22  | 2    | 4    | 16   | 23   | 61   | 8   |

## Rezultatska križaljka
| kratica | klub             | HAJ | KOM | KOŽ | KUS | MAK      | OTJ | PON      | SAV | SLA | TRNJ | VRA | ŽKM |
| --- | ---------------- | --- | --- | --- | --- | -------- | --- | -------- | --- | --- | ---- | --- | --- |
| HAJ | Hajduk Zagreb    |     | 3:2 | 4:2 | 0:1 | 1:1      | 4:0 | 1:0      | 3:0 | 2:0 | 1:5  | 6:0 | 1:0 |
| KOM | Komunalac Zagreb | 4:7 |     | 1:1 | 4:0 | 6:0      | 2:3 | 0:1      | 0:2 | 1:2 | 3:3  | 0:3 | 0:2 |
| KOŽ | Kožarac Zagreb   | 3:3 | 1:2 |     | 1:3 | 5:0      | 1:1 | 3:0      | 2:0 | 0:4 | 0:3  | 3:3 | 3:1 |
| KUS | Kustošija Zagreb | 1:1 | 3:1 | 4:0 |     | 3:0      | 0:3 | 3:0 p.f. | 0:3 | 0:1 | 1:0  | 2:3 | 5:2 |
| MAK | Maksimir Zagreb  | 0:1 | 1:4 | 1:1 | 0:7 |          | 2:1 | 4:1      | 0:1 | 1:0 | 0:2  | 0:3 | 0:2 |
| OTJ | OTJ Zagreb       | 0:2 | 2:2 | 2:1 | 0:4 | 2:1      |     | 1:1      | 2:3 | 0:0 | 1:1  | 2:2 | 1:2 |
| PON | Ponikve Zagreb   | 2:6 | 1:1 | 2:5 | 0:0 | 0:0      | 2:3 |          | 2:3 | 0:2 | 2:3  | 0:1 | 6:1 |
| SAV | Savica Zagreb    | 3:1 | 1:3 | 2:1 | 5:2 | 3:0      | 4:1 | 7:0      |     | 2:4 | 1:2  | 2:2 | 3:2 |
| SLA | Slavija Zagreb   | 4:2 | 1:2 | 1:0 | 3:2 | 3:0 p.f. | 4:0 | 4:2      | 1:3 |     | 1:2  | 3:4 | 0:1 |
| TRNJ | Trnje Zagreb     | 1:1 | 5:4 | 4:3 | 1:1 | 5:0      | 6:2 | 10:0     | 1:2 | 2:0 |      | 1:1 | 5:1 |
| VRA | Vrapče Zagreb    | 1:2 | 3:1 | 1:2 | 0:0 | 4:1      | 2:2 | 1:0      | 2:4 | 0:0 | 2:1  |     | 2:0 |
| ŽKM | ŽKM Zagreb       | 1:2 | 3:1 | 4:3 | 0:1 | 2:1      | 2:1 | 2:1      | 2:4 | 0:2 | 1:2  | 2:4 |     |
| |                  |     |     |     |     |          |     |          |     |     |      |     |     |
| podebljan rezultat - utakmice od 1. do 11. kola (1. utakmica između klubova) rezultat normalne debljine - utakmice od 12. do 22. kola (2. utakmica između klubova) rezultat nakošen - nije vidljiv redoslijed odigravanja međusobnih utakmica iz dostupnih izvora rezultat nakošen i smanjen * - iz dostupnih izvora nije uočljiv domaćin susreta prekrižen rezultat - poništena ili brisana utakmica p - utakmica prekinuta 3:0 p.f. / 0:3 p.f. - rezultat 3:0 bez borbe |                  |     |     |     |     |          |     |          |     |     |      |     |     |

 Izvori: 

## Poveznice
- Prvenstva Zagrebačkog nogometnog podsaveza
- Zagrebački nogometni podsavez